# Ostrowiec (powiat wałecki)
Ostrowiec – wieś w Polsce położona w województwie zachodniopomorskim, w powiecie wałeckim, w gminie Wałcz, nad rzeką Dobrzycą.
W latach 1975–1998 miejscowość należała administracyjnie do województwa pilskiego.
W pobliżu wsi znajdują się jeziora: Lubianka, Ostrowiec Wielki oraz Głębokie i Łabędzie.
Na północny zachód od wsi na łąkach nad Dobrzycą znajduje się mocno zniszczone średniowieczne grodzisko nizinne. Historycy identyfikują je z grodem Debris, który jest wspominany w dokumencie lokacyjnym Wałcza z 1303. W okolicy fragmenty Wału Pomorskiego.
We wsi wytwarza się tradycyjny produkt: masło ostrowieckie.